# Calvin Booth
Pour les articles homonymes, voir Booth.
Calvin Booth, né le 7 mai 1976 à Reynoldsburg dans l'Ohio, est un joueur américain de basket-ball. Il évolue aux postes d'ailier fort et de pivot.

## Pour approfondir
- Liste des joueurs de NBA avec 10 contres et plus sur un match.